# Achille III de Harlay
Pour les articles homonymes, voir Harlay.
Ne doit pas être confondu avec Achille de Harlay ou Achille de Harlay de Sancy.
Achille III de Harlay, comte de Beaumont, seigneur de Grosbois, né le 1er aout 1639 à Paris où il est mort le 23 juillet 1712, est un jurisconsulte et magistrat français.

## Biographie
Arrière-petit-fils du Premier président du Parlement de Paris Achille de Harlay ; petit-fils de Christophe II de Harlay de Beaumont ; fils de Marie de Bellièvre et d’Achille II, procureur général en la même cour, il a été procureur général au parlement de Paris, il a été reçu conseiller le 3 août 1657, avant de remplacer son père en sa charge de procureur général, le 4 juin 1667 puis, comme son grand-oncle, Premier président, de 1689 à 1707.
Doué d’une rare érudition comme jurisconsulte et d’une connaissance approfondie des belles-lettres, il exerçait un grand empire sur sa compagnie qu’il savait très bien diriger suivant les volontés de Louis XIV, auquel il était très dévoué.
Ami de Madame de Maintenon, appelé par le roi aux fonctions de premier président, le 12 novembre 1689, en remplacement de Potier de Novion, accusé d’abus de pouvoir, il a beaucoup contribué par ses conseils à la légitimation des enfants de Louis XIV, lors de l’affaire des bâtards du roi, rédigeant, de concert avec le chancelier d’Aguesseau, le projet qui assurait aux bâtards royaux un rang immédiat après les princes du sang et avant les ducs et pairs dans le Parlement, ce qui lui a valu la faveur du souverain, mais aussi la haine de Saint-Simon.
Lors de l’excommunication du marquis de Lavardin, ambassadeur de France à Rome, à la suite de son action contre le retrait des franchises des ambassadeurs par le pape Innocent XI, dans le contexte d'intenses tensions diplomatiques entre la France et la papauté, Harlay a provoqué un appel comme d'abus contre Innocent XI, pour conclure devant toutes les chambres assemblées à sa formulation, cette fois non « du pape mal informé au pape mieux informé », mais « du pape mal informé à un concile œcuménique, le 22 janvier 1688 », rappelant ainsi les principes établis six ans auparavant par l’assemblée du clergé de France, dans la célèbre déclaration des libertés gallicanes.
Impliqué dans le procès du duché d’Épernon et à celui du duché de Piney-Luxembourg, il parait avoir pris parti, dans le dernier, pour le maréchal de Luxembourg, dont il était l’ami, car sa récusation, poursuivie et obtenue par les adversaires du maréchal, constitue l’un des principaux incidents de cette interminable affaire.
Sévère et despotique dans ses fonctions, mais intègre, il s’est fait beaucoup d’ennemis. Il s’est rendu célèbre pour son esprit fin et mordant, et ses traits d’esprit brillant souvent par la finesse, mais pas toujours par la pureté du gout. On cite de lui une foule de bons mots, de mots piquants, dont il a été fait un recueil sous le titre d’Harlœana, que l’éditeur a peut-être enrichi de quelques traits étrangers.
En avril 1707, il s’est démis de sa charge, dont il était devenu physiquement inapte à remplir les fonctions. Il avait épousé, le 12 juillet 1667, la fille du premier président de Lamoignon. Son fils Achille IV (1668-1717), conseiller au parlement, a eu une fille, Marie-Louise de Harlay de Beaumont (1694-1749), mariée au dernier fils du maréchal de Luxembourg, le prince de Tingry.
Ce bibliophile avisé a légué sa magnifique bibliothèque au collège des jésuites de Paris.